# Miquel González i Sugranyes
Miquel González i Sugranyes (Tarragona, 1838 - Barcelona, 1924) fou un polític i historiador català. De jove treballà com a caixista en una impremta i milità a les files del republicanisme des de ben jove. Donà suport a la revolució de 1868 i s'afilià al Partit Republicà Democràtic Federal de Francesc Pi i Margall. Quan es va proclamar la Primera República Espanyola el 1873 fou escollit alcalde de Barcelona, i entre el 5 i el 7 de març de 1873 va donar suport la Proclamació de l'Estat Català de Baldomer Lostau. Després de la restauració borbònica el 1874 es retirà a la vida privada i a escriure llibres. El 1887 fou regidor de l'ajuntament de Barcelona pels republicans possibilistes. Fou enterrat al Cementiri de Montjuïc.

## Obres
- La República en Barcelona (1896)
- Mendicidad y beneficencia en Barcelona (1903)
- Contribució a la història dels antics gremis dels arts i oficis de la ciutat de Barcelona (1915-18)

## Fons personal
El fons personal de Miquel González i Sugranyes dipositat a l'Arxiu Històric de la Ciutat de Barcelona, està compost per un total de sis carpetes on s'hi guarda la documentació utilitzada per González i Sugranyes en la publicació de les seves obres: Mendicidad y Beneficiencia en Barcelona (1903) i Contribució a la història dels antichs Gremis dels Arts y oficis de la ciutat de Barcelona (1915), juntament amb altres notes inèdites.